# دليل الطاقة

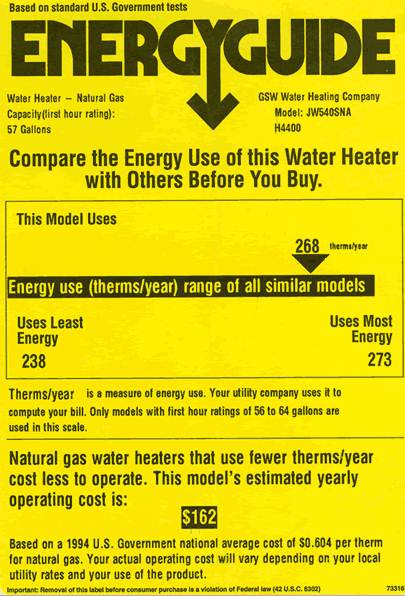

يوفر دليل الطاقة للمستهلكين في الولايات المتحدة معلومات حول استهلاك الطاقة والكفاءة وتكاليف التشغيل للأجهزة والمنتجات الاستهلاكية. غسالات الملابس وغسالات الصحون والثلاجات والمجمدات وأجهزة التلفزيون وسخانات المياه ومكيفات الهواء النافذة ومكيفات الهواء المنفصلة المصغرة ومكيفات الهواء المركزية والأفران والمراجل والمضخات الحرارية وغيرها من الأجهزة الإلكترونية كلها ملزمة بوجود ملصقات دليل الطاقة. يجب أن يظهر الملصق رقم الطراز والحجم والميزات الرئيسية وعرضها إلى حد كبير رسمًا بيانيًا يوضح تكلفة التشغيل السنوية في النطاق مع الطرازات مماثلة، وتكلفة الطاقة السنوية المقدرة.
تم فرض وضع علامات الطاقة على الأجهزة من قبل قانون سياسة وحفظ الطاقة لعام 1975، والذي وجه لجنة التجارة الفيدرالية إلى "تطوير وإدارة برنامج تسمية الطاقة الإلزامي الذي يشمل الأجهزة والمعدات والإضاءة الرئيسية. وجدت أول قاعدة لوضع العلامات على الأجهزة في عام 1979 وأصبحت جميع المنتجات ملزومة بحمل العلامة ابتداءً من عام 1980.
برنامج نجمة الطاقة هو برنامج مماثل لوضع العلامات، ولكنه يتطلب معايير كفاءة أكثر صرامة لكي يصبح الجهاز مؤهلًا، وهو ليس برنامجًا إلزاميًا، ولكنه قائم على المبادرة التطوعية.